# Astrabakos
Astrabakos (altgriechisch Ἀστράβακος Astrábakos) ist eine Person der griechischen Mythologie.
Astrabakos war nach Pausanias der Sohn des Lakedaimoniers Irbos und somit ein Nachfahre des mythischen spartanischen Königs Agis in vierter Generation. Mit seinem Bruder Alopekos verfiel er dem Wahnsinn, als sie gemeinsam das von Orestes und Iphigenie nach Sparta entführte Kultbild der Artemis Orthia in einem Lygosstrauch fanden. Sie waren die ersten, die in Sparta dem bösartigen Wesen der Orthia zum Opfer fielen, deren Kult in der Folge mit Menschenopfern verbunden war, bis ihn Lykurg durch das Auspeitschen von Epheben ersetzte, um den Altar der Orthia mit menschlichem Blut zu beflecken und auf diese Weise den Blutdurst der Göttin zu befriedigen.
Astrabakos wurde in Sparta als Heros verehrt und besaß auch ein entsprechendes kleines Heroon als Kultort, das sich in Nähe des Artemistempels befand. Die lokale Legende wusste zudem zu berichten, dass er in Gestalt des Ariston, König von Sparta und Zeitgenosse des Kroisos im 6. Jahrhundert v. Chr., dessen dritte Ehefrau aufgesucht und mit ihr den späteren König Damaratos gezeugt haben soll, wie Herodot überliefert.